# Günther Noack
Günther Noack (Budapeste, Hungria, 24 de dezembro de 1912 – Biberach an der Riß, Alemanha, 3 de maio de 1991) foi um patinador artístico alemão. Ele conquistou com Inge Koch duas medalhas de bronze em campeonatos mundiais e duas medalhas de bronze em campeonatos europeus. Com Gerda Strauch foi bicampeão do campeonato nacional alemão (1942 e 1943).

## Principais resultados

### Com Gerda Strauch
| Campeonato Alemão | Medalha de bronze | Medalha de ouro | Medalha de ouro |  |  |  |  |  |  |  |  |  |  |  |  |
|                   |                   |                 |                 |  |  |  |  |  |  |  |  |  |  |  |  |

### Com Inge Koch
| Campeonato Mundial | 5.º              | Medalha de bronze | Medalha de bronze |  |  |  |  |  |  |  |  |  |  |  |  |
| Campeonato Europeu | 5.º              | Medalha de bronze | Medalha de bronze |  |  |  |  |  |  |  |  |  |  |  |  |
| Nacional           |                  |                   |                   |  |  |  |  |  |  |  |  |  |  |  |  |
| Campeonato Alemão  | Medalha de prata | Medalha de prata  |                   |  |  |  |  |  |  |  |  |  |  |  |  |
|                    |                  |                   |                   |  |  |  |  |  |  |  |  |  |  |  |  |